# ماركو ماريانوفيتش
ماركو ماريانوفيتش هو مجدف صربي، ولد في 24 نوفمبر 1985 في زمون ‏ في صربيا.

## وصلات خارجية
- ماركو ماريانوفيتش على موقع الاتحاد الدولي للتجديف (الإنجليزية)
- ماركو ماريانوفيتش على موقع اللجنة الأولمبية الدولية (الإنجليزية)
- ماركو ماريانوفيتش على موقع أوليمبيديا (الإنجليزية)
- ماركو ماريانوفيتش على موقع اللجنة الأولمبية الصربية (الصربية)